# Garry Fabian Miller
Pour les articles homonymes, voir Miller.
Garry Fabian Miller est un artiste photographe britannique, né à Bristol en 1957.
Il vit et travaille dans le sud de l'Angleterre. 

## Parcours
Dans les années 1970, on remarque ses paysages représentant l'horizon aux confins du ciel et de la mer.
Depuis les années 1980, le travail artistique de photographie « sans appareil », en chambre noire, de Garry Fabian Miller a reçu une reconnaissance internationale.

### Technique
La technique de Garry Fabian Miller est particulière. Sans l'intermédiaire d'un appareil-photo, l'artiste recueille directement sur un papier photosensible les traces de la lumière filtrée par des verres ou des liquides colorés, des papiers découpés.
Le critique d'art britannique Holly Williams écrit que cette œuvre « qui n'a rien à voir avec l'intensité est celle d'images lumineuses et tranquilles. » On se situe dans un univers qui évoque Donald Judd, Dan Flavin, James Turrell ou Ellsworth Kelly…

## Expositions
Garry Fabian Miller a été exposé largement en Europe, aux États-Unis, au Japon… et ses œuvres figurent dans les grandes collections muséales comme la Bibliothèque nationale de France, le Metropolitan Museum, à New York, le Victoria & Albert Museum à Londres, la National Trust Foundation for art (Londres), la Ingelby Gallery à Edinbourg ou la collection personnelle d'Elton John, de Goldman Sachs, de Merril Lynch.
Garry Fabian Miller est représenté par les galeries HackelBury fine art de Londres, Danziger de New York et la galerie Gimpel & Müller de Paris 

### Quelques dates
- 2005 : Rencontres d'Arles (France), prix Découverte[3]
- 2011 : 
  - « Rayons de couleurs », galerie Gimpel & Müller[4], première exposition personnelle en France (du 29 octobre au 6 décembre)
  - Salon Paris Photo[5]